# Бертештій-де-Сус
Бертештій-де-Сус (рум. Berteștii de Sus) — село у повіті Бреїла в Румунії. Входить до складу комуни Бертештій-де-Жос.
Село розташоване на відстані 138 км на схід від Бухареста, 53 км на південь від Бреїли, 99 км на північний захід від Констанци, 71 км на південь від Галаца.

## Населення
За даними перепису населення 2002 року у селі проживали 374 особи, з них 372 особи (99,5%) румунів. Рідною мовою 373 особи (99,7%) назвали румунську.